# 독립만세비
독립만세비는 대한민국 전라남도 강진군 옴천면, 옴천초등학교에 있는 비석이다. 2012년 6월 14일 강진군의 향토문화유산 제48호로 지정되었다.

## 개요
조선독립만세 기념비는 1945년 광복을 맞이하여 나라 찾은 기쁨에 1945년 10월 15일 옴천면민들이 만든 비석이다.